# غاي هاملتن
غاي هاملتن (بالإنجليزية: Guy Hamilton)‏‏ (16 سبتمبر 1922 - 20 أبريل 2016) هو مخرج أفلام إنجليزي وبالتحديد سلسلة أفلام جيمس بوند.

## مواقع خارجية
- غاي هاملتن على موقع IMDb (الإنجليزية)
- غاي هاملتن على موقع ألو سيني (الفرنسية)
- غاي هاملتن على موقع تيرنر كلاسيك موفيز (الإنجليزية)
- غاي هاملتن على موقع أول موفي (الإنجليزية)
- غاي هاملتن على موقع قاعدة بيانات برودواي على الإنترنت (الإنجليزية)
- غاي هاملتن على موقع قاعدة بيانات الأفلام السويدية (السويدية)
- غاي هاملتن على موقع إن إن دي بي (الإنجليزية)
- غاي هاملتن على موقع قاعدة بيانات الفيلم (الإنجليزية)
- غاي هاملتن على موقع كينوبويسك (الروسية)